# Agustí Colomer Ferràndiz
Agustí Colomer Ferràndiz (Alcoi, 15 de juny de 1961) és un activista cultural valencià, secretari general de l'Acadèmia Valenciana de la Llengua des de 2010.
Llicenciat en Dret per la Universitat de València, ha estat autor de diversos llibres i estudis de temàtica valencianista com Retrobar la tradició (Saó, 1996), o Temps d'Acció (Denes 2008), dedicat a Acció Nacionalista Valenciana. També ha participat en llibres col·lectius sobre la qüestió nacional com Document 88 (Tres i Quatre, 1988), El valencianisme que ve (Saó, 1996) o Vida amunt i nacions amunt (Publicacions de la Universitat de Valencia, 2010, 2a ed.). Ha escrit i divulgat sobre el personalisme, la figura d'Emmanuel Mounier (Emmanuel Mounier i Esprit, Europa contra les hegemonies, UTDC, 2002) i el partit Unió Democràtica del País Valencià. En l'àmbit de la creació literaria ha escrit la novel·la curta A trenc d'alba (Viena, 2016), guardonada amb el Premi Vint-i-Cinc d'abril de Benissa. El 7 de setembre de 2018 va ser guardonat amb el Premi Soler i Estruch amb l'obra Un bri d'esperança (Edicions del Bullent, 2019).
Amb la refundació d'Unió Democràtica del Poble Valencià com associació cultural, esdevé el seu secretari general. Actualment dirigeix la col·lecció Rent de literatura religiosa, publicada per l'editorial Denes.